# 17. slavonska brigada (NOVJ)
Za druge 17. brigade glejte 17. brigada.
17. slavonska brigada je bila brigada v sestavi Narodnoosvobodilne vojske in partizanskih odredov Jugoslavije in ki je delovala med drugo svetovno vojno na področju Kraljevine Jugoslavije.

## Zgodovina
Brigada je bila ustanovljena 29. decembra 1942; imela je 3 bataljone in okoli 600 borcev.

## Organizacija
- štab
- 3x bataljon